# Spio calcarea
Spio calcarea är en ringmaskart som beskrevs av Robert Templeton 1836. Spio calcarea ingår i släktet Spio och familjen Spionidae. Inga underarter finns listade i Catalogue of Life.